# Enterprise Square 3
L’Enterprise Square 3 (企业广场三期) est la plus haute tour du complexe Enterprise Square dans le quartier hongkongais de Kowloon. Construit entre 2001 et 2004, il mesure 175 mètres de hauteur et compte 41 étages
L'architecte est l'agence de Hong Kong, P & T Architects & Engineers.
L'immeuble est construit sur un podium de 6 étages abritant notamment un parking.